# Phokas

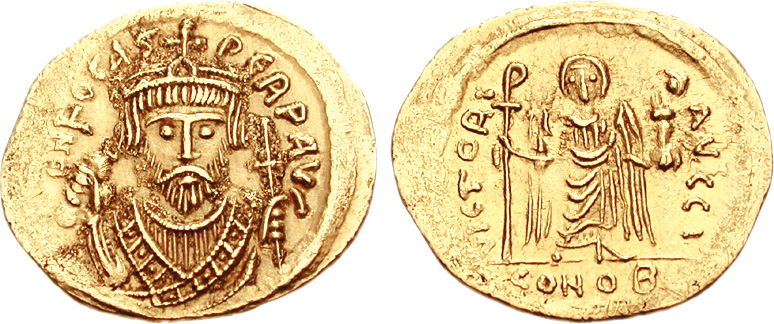
Solidus des Phokas

Phokas (mittelgriechisch Φωκάς Fokas, lateinisch Focas oder Phocas; * nach 547 in Thrakien; † 5. Oktober 610 in Konstantinopel) war von 602 bis 610 Kaiser des Oströmischen bzw. Byzantinischen Reiches. Der erste erfolgreiche Usurpator der oströmischen Geschichte gilt traditionell als ein despotischer Herrscher, dessen Regierung das Oströmische Reich erschüttert haben soll.

### Machterlangung

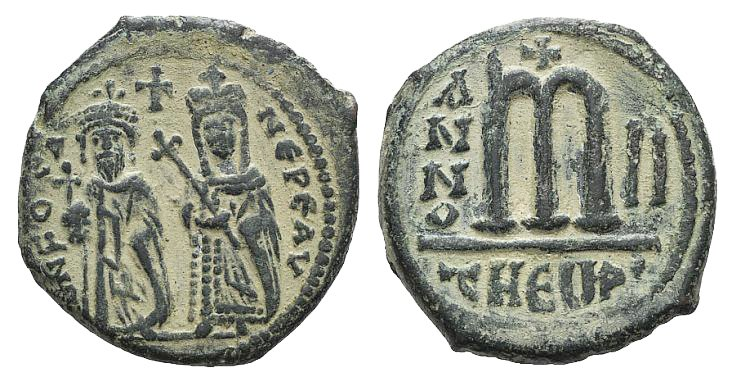
Kaiser Phokas und Kaiserin Leontia auf einer 40-Nummi-Münze, geprägt 603-604 in Theoupolis

### Herrschaft

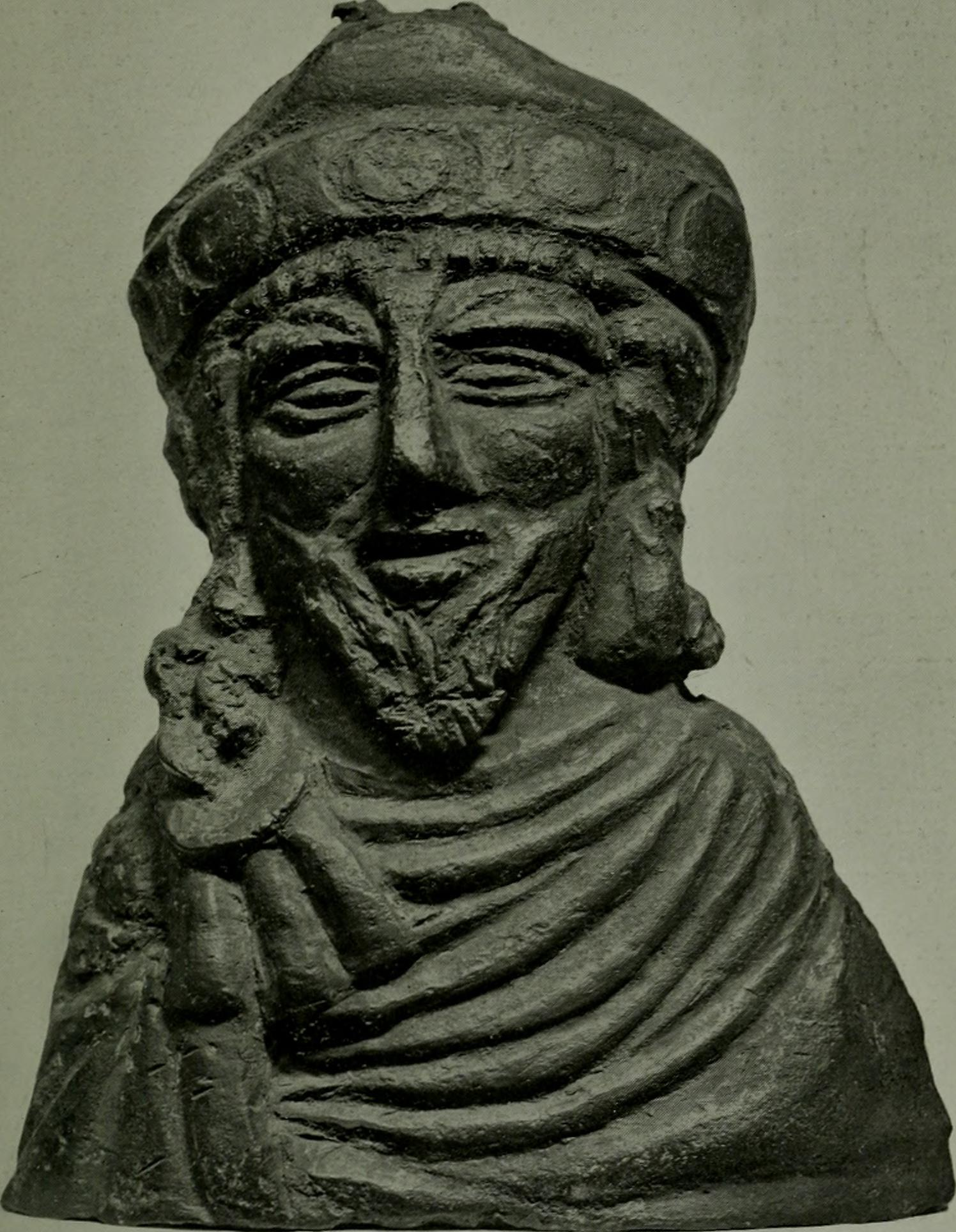
Büste des Phokas auf einem Bronzegewicht aus Haifa, heute im British Museum

### Papst und Kaiser

Phokas-Säule